# Elizabeth Allan (actriz)
Elizabeth Allan (9 de abril de 1910 – 27 de julio de 1990) fue una actriz de teatro y cine inglesa que trabajó tanto en Gran Bretaña como en Hollywood, donde apareció en 50 películas.

## Vida y carrera
Allan nació en Skegness, Lincolnshire en 1910 y fue educada en Darlington, condado de Durham. A los 17 años debutó en el teatro en el Old Vic. Debutó en el cine cuatro años más tarde en Alibi.
Apareció en varias películas para Twickenham Studios de Julius Hagen, pero también en Michael and Mary de Gainsborough y en Service for Ladies de Korda.En 1932 se casó con el agente Wilfrid J. O'Bryen, a quien le presentó el actor Herbert Marshall; estuvieron juntos hasta la muerte de él en 1977.
Su primera coproducción con el Reino Unido y su primera producción estadounidense llegaron en 1933, y trabajó en Estados Unidos bajo contrato con la Metro-Goldwyn-Mayer. 1935 fue su año más memorable en Hollywood, cuando no sólo se distinguió en dos memorables adaptaciones de Dickens' como la joven y desafortunada madre de David en David Copperfield de George Cukor y como Lucie Manette en A Tale of Two Cities de Jack Conway, sino que también apareció en Mark of the Vampire de Tod Browning.
Allan no tenía muy buena opinión de esta última película, a la que había sido asignada, y la consideraba "barriobajera". [cita requerida] MGM la anunció para un papel protagonista en The Citadel de King Vidor, pero fue sustituida por Rosalind Russell. Cuando fue sustituida de nuevo por Greer Garson en Goodbye, Mr Chips, Elizabeth demandó con éxito al estudio. El estudio tomó represalias negándose a dejarla trabajar y, frustrada, regresó al Reino Unido en 1938. Ese mismo año actuó en la farsa del  West End The Innocent Party junto a Basil Radford y Cecil Parker. En 1939 participó en la producción del West End Punch without Judy de Max Catto.
En la década de 1950, Allan había hecho la transición a papeles de personaje. Especialmente memorable es su aparición como la frágil e insatisfecha esposa de Trevor Howard en la adaptación cinematográfica de The Heart of the Matter (1953), de Graham Greene. En 1958, interpretó a la esposa de Boris Karloff en The Haunted Strangler. Al final de su carrera, participó con frecuencia en concursos de televisión, como la versión británica de What's My Line?. Fue nombrada Great Britain's Top Female TV Personality de 1952.

## Muerte
Murió en Hove, en la costa de Sussex, a los 80 años. Fue incinerada en el Woodvale Crematorium en Brighton y sus cenizas fueron recogidas por la familia.

## Legado
Su nombre figura en el autobús Scania OmniDekka 665 de Brighton & Hove.

## Filmografía

### Cine
| Año  | Título                   | Papel                   | Notas         |
| ---- | ------------------------ | ----------------------- | ------------- |
| 1931 | Alibi                    | Ursula Browne           |               |
| 1931 | Rodney Steps In          | Masked Lady             | Short subject |
| 1931 | The Rosary               | Vera Mannering          |               |
| 1931 | Black Coffee             | Barbara Amory           |               |
| 1931 | Chin Chin Chinaman       | Olga Dureska            |               |
| 1931 | Michael and Mary         | Romo                    |               |
| 1931 | Many Waters              | Freda Barcaldine        |               |
| 1932 | Service for Ladies       | Sylvia Robertson        |               |
| 1932 | The Chinese Puzzle       | Naomi Melsham           |               |
| 1932 | Nine till Six            | Gracie Abbott           |               |
| 1932 | Down Our Street          | Maisie Collins          |               |
| 1932 | Insult                   | Pola Dubois             |               |
| 1932 | The Lodger               | Daisy Bunting           |               |
| 1933 | The Shadow               | Sonia Bryant            |               |
| 1933 | Looking Forward          | Caroline Service        |               |
| 1933 | The Lost Chord           | Joan Elton              |               |
| 1933 | No Marriage Ties         | Peggy Wilson            |               |
| 1933 | The Solitaire Man        | Helen Heming            |               |
| 1933 | Ace of Aces              | Nancy Adams             |               |
| 1934 | The Mystery of Mr. X     | Jane Frensham           |               |
| 1934 | Men in White             | Barbara                 |               |
| 1934 | Java Head                | Nettie Vollar           |               |
| 1934 | Outcast Lady             | Venice Harpenden        |               |
| 1935 | David Copperfield        | Clara Copperfield       |               |
| 1935 | Mark of the Vampire      | Irena Borotyn           |               |
| 1935 | A Tale of Two Cities     | Lucie Manette           |               |
| 1936 | A Woman Rebels           | Flora Anne Thistlewaite |               |
| 1936 | Camille                  | Nichette                |               |
| 1937 | The Soldier and the Lady | Nadia                   |               |
| 1937 | Slave Ship               | Nancy Marlowe           |               |
| 1938 | Dangerous Medicine       | Victoria Ainswell       |               |
| 1938 | It Might Be You          | Betty                   | Short subject |
| 1939 | Inquest                  | Margaret Hamilton       |               |
| 1940 | The Girl Who Forgot      | Leonora Barradine       |               |
| 1940 | Saloon Bar               | Queenie King            |               |
| 1942 | Went the Day Well?       | Peggy Pryde             |               |
| 1942 | The Great Mr. Handel     | Mrs. Cibber             |               |
| 1945 | He Snoops to Conquer     | Jane Strawbridge        |               |
| 1948 | Virtuoso                 | Judith Wainwright       |               |
| 1949 | If This Be Sin           | Sybil                   |               |
| 1951 | No Highway in the Sky    | Shirley Scott           |               |
| 1952 | Folly to Be Wise         | Angela Prout            |               |
| 1953 | Twice Upon a Time        | Carol-Anne Bailey       |               |
| 1953 | The Heart of the Matter  | Louise Scobie           |               |
| 1954 | Front Page Story         | Susan Grant             |               |
| 1955 | The Brain Machine        | Philippa Roberts        |               |
| 1958 | The Haunted Strangler    | Barbara Rankin          |               |

### Televisión
| Año     | Título                    | Papel        | Notas                 |
| ------- | ------------------------- | ------------ | --------------------- |
| 1951    | The Concert               | Frances Hein | Telefilme             |
| 1955–56 | The Adventures of Annabel | Annabel      | Serie de televisión   |
| 1956    | The Chalet                | Cyra Carter  | Telefilme             |
| 1956    | The Adventures of Aggie   | Toni         | Episode: "Top Secret" |
| 1961    | Call Oxbridge 2000        | Peggy Graham | Serie de televisión   |